# Gaio Duilio
Gaio Duilio (in latino Gaius Duilius; fl. 260-258 a.C.) è stato un politico e generale romano che ricoprì un ruolo di grande rilievo nella Repubblica romana del III secolo a.C.
Il suo intervento fu decisivo nel corso della prima guerra punica.

## Biografia
Si sa poco sulla sua famiglia e sugli esordi della sua carriera. Era un homo novus, non apparteneva cioè all'aristocrazia tradizionale di Roma. Divenne comunque console per l'anno 260 a.C., allo scoppio della guerra con Cartagine. Al suo collega, il patrizio Gneo Cornelio Scipione Asina, Duilio diede il comando della flotta. Ma, peccando d'ingenuità, Asina fu catturato dai cartaginesi nella battaglia delle Isole Lipari. Duilio rimase solo al comando della guerra.
Per riuscire a contrastare la potente flotta nemica, Duilio fece costruire una flotta di 120 navi, e poiché i romani erano abituati a combattere solo sulla terraferma fece collocare su ogni nave un ponte mobile con uncini, detto corvo.
In quello stesso anno le due flotte si scontrarono nella battaglia di Milazzo: quando le navi furono abbastanza vicine, i corvi furono calati contro i vascelli nemici, ancorandosi saldamente a questi. Le navi cartaginesi non furono così più in grado di manovrare e i romani, attraversando i ponti e riversandosi sulle navi nemiche, trasformarono questa battaglia in un corpo a corpo come se fossero a terra. Persa la loro superiorità tattica, i cartaginesi furono sconfitti. Con questa vittoria i romani divennero i nuovi padroni del Mediterraneo occidentale.
Primo romano a vincere in mare, Duilio fu onorato con un trionfo e con l'erezione nel Foro di una colonna costruita con i rostri delle navi nemiche. Nel 258 a.C., Duilio divenne censore con Lucio Cornelio Scipione.

## Navi intitolate
A Gaio Duilio sono state intitolate diverse navi e classi della Regia Marina-Marina Militare Italiana
- Caio Duilio - corazzata classe Caio Duilio varata nel 1876, considerata a quel tempo tra le più potenti al mondo.
- Duilio - nave da battaglia classe Caio Duilio, varata nel 1913; ricostruita tra il 1937-1940, prestò servizio fino al 1956
- Caio Duilio - incrociatore lanciamissili/portaelicotteri classe Andrea Doria, varata nel 1962
- Caio Duilio - cacciatorpediniere/fregata lanciamissili classe Orizzonte varato a Riva Trigoso (GE) il 23 ottobre 2007